# Il capitale umano
Il capitale umano (internationale titel: Human Capital is een Italiaanse film uit 2013 onder regie van Paolo Virzì. De film is losjes gebaseerd op de gelijknamige roman van de Amerikaanse auteur Stephen Amidon. 
De film ging in première op 3 december op het Giornate professionali di cinema Sorrento en had zijn Belgische avant-première op het Film Fest Gent 2014 waar hij de Canvas publieksprijs kreeg.

## Verhaal
De film speelt zich af in een plaats in Brianza. 's Nachts wordt een fietser aangereden door een automobilist die vluchtmisdrijf pleegt. De volgende dag geraken twee invloedrijke families uit de stad betrokken bij de zaak, nadat de fietser overleden is in het hospitaal. De film vertelt het verhaal van de gebeurtenissen vanuit drie invalshoeken en personages.

## Rolverdeling
| Acteur                 | Personage          |
| ---------------------- | ------------------ |
| Fabrizio Bentivoglio   | Dino Ossola        |
| Valeria Bruni Tedeschi | Carla Bernaschi    |
| Fabrizio Gifuni        | Giovanni Bernaschi |
| Valeria Golino         | Roberta Morelli    |
| Luigi Lo Cascio        | Donato Russomanno  |
| Bebo Storti            | Inspecteur         |
| Gigio Alberti          | Giampi             |

## Productie
De film werd geselecteerd als Italiaanse inzending voor de Oscars 2014 voor "Beste niet-Engelstalige film".

## Prijzen en nominaties
De film behaalde 31 filmprijzen, met daarbij ook nog eens 23 nominaties in 2014. Bij de belangrijkste Italiaanse filmprijzen in 2014, de David di Donatello-prijzen behaalde de film 7 prijzen en 11 nominaties.